# Emi Jamamotoová
Emi Jamamotoová (japonsky 山本 絵美, * 9. března 1982 Kanagawa) je japonská fotbalistka.

## Reprezentační kariéra
Za japonskou reprezentaci v letech 2003 až 2004 odehrála 22 reprezentačních utkání. Byla členkou japonské reprezentace i na Mistrovství světa ve fotbale žen 2003 a Letních olympijských hrách 2004.

## Statistiky
| Japonsko | Japonsko | Japonsko |
| Roky     | Záp.     | Góly     |
| -------- | -------- | -------- |
| 2003     | 14       | 1        |
| 2004     | 8        | 3        |
| Celkem   | 22       | 4        |